# Aligátorhal

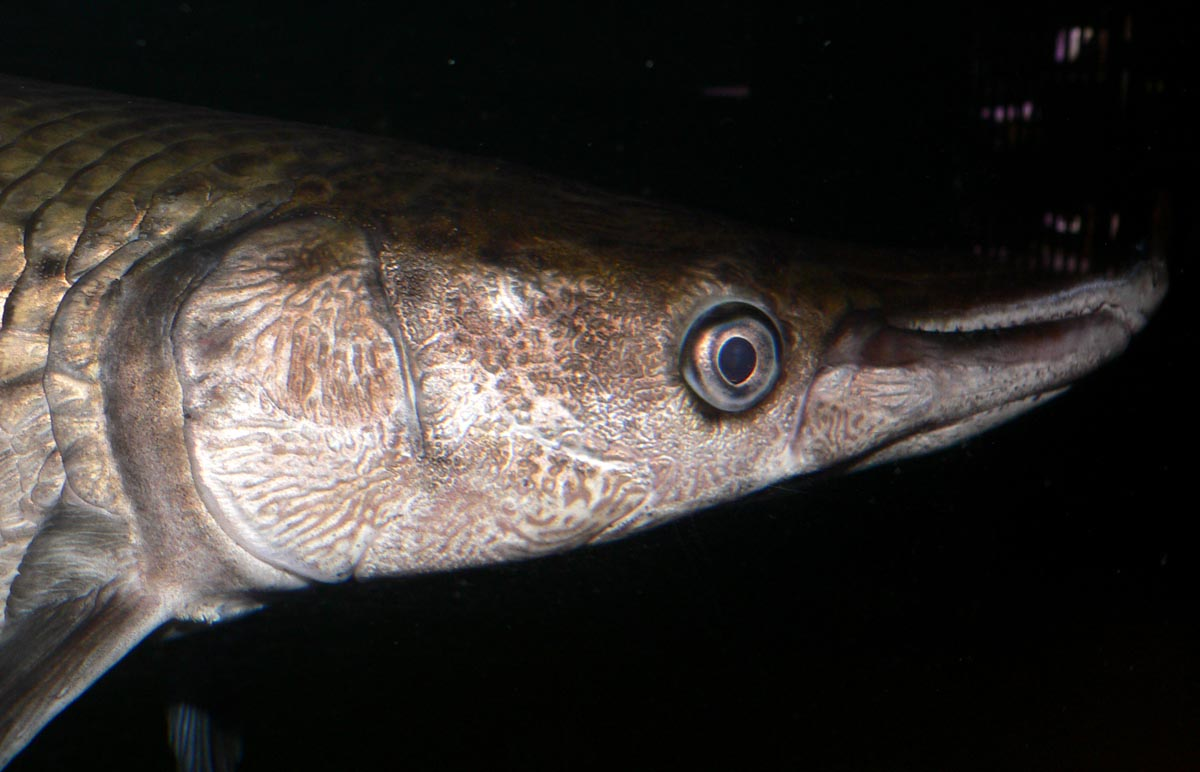
Portré

Az aligátorhal (Atractosteus spatula) a csontos halak (Osteichthyes) főosztályának kajmánhal-alakúak (Lepisosteiformes) rendjébe és a kajmánhalfélék (Lepisosteidae) családjába tartozó faj.

## Elnevezése
Nevét megnyúlt, nagy hegyes fogakkal zsúfolt állkapcsáról kapta, amely emlékeztet az aligátoréra.

## Előfordulása
Észak-Amerika délkeleti és Közép-Amerika keleti részének édesvízeiben honos. Lassú folyású folyók és tavak lakója.

## Megjelenése
Testhossza maximum 300 centiméter, átlagos testtömege 40 kilogramm, de elérheti a 137 kilogrammot is.

## Életmódja
Lassú folyású folyókban és tavakban Ragadozó életmódot folytat, a nagyobb példányok még az aligátorra is veszélyesek lehetnek.